# 库尔德皮勒
库尔德皮勒（法語：Cours-de-Pile，法語發音：[kuʁ də pil]）是法国多尔多涅省的一个市镇，位于该省南部偏西，多尔多涅河左岸，属于贝尔热拉克区。

## 地理
库尔德皮勒（44°50'29"N, 0°32'46"E）面积10.81 平方千米，位于法国新阿基坦大区多爾多涅省，该省份为法国西南部内陆省份，是法國本土面积第三大的省，大致对应佩里戈尔地区，北起顺时针与夏朗德省、上维埃纳省、科雷兹省、洛特省、洛特-加龙省、吉倫特省和滨海夏朗德省接壤。
与库尔德皮勒接壤的市镇（或旧市镇、城区）包括：克雷斯、贝尔热拉克、圣日耳曼和蒙斯、圣纳克桑。
库尔德皮勒的时区为UTC+01:00、UTC+02:00（夏令时）。

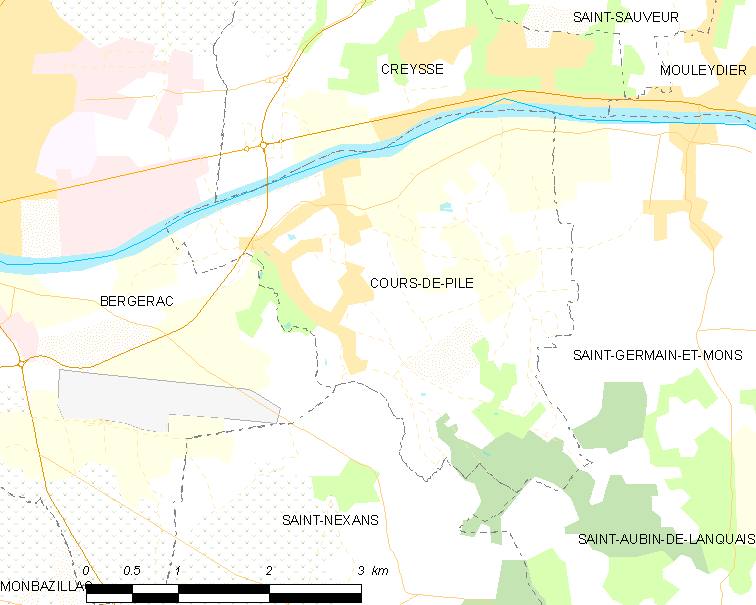
库尔德皮勒的OSM定位图

## 行政
库尔德皮勒的邮政编码为24520，INSEE市镇编码为24140。

## 政治
库尔德皮勒所属的省级选区为贝尔热拉克第二县。

## 交通
法国国道N21线经过境内西部。

## 人口

1962-2008年间库尔德皮勒人口变化图示

库尔德皮勒于2022年1月1日时的人口数量为1563人。